# 特雷弗·瓊斯
特雷弗·里斯·瓊斯（英語：Trevor Rees-Jones，1968年3月3日—），是一名英国作家和前保鏢。他是1997年导致戴安娜王妃死亡的巴黎車禍事件中唯一的倖存者。但由於頭部嚴重受傷，他失去了對该事件任何細節的記憶。一些媒體報導指出，他可能因為繫好安全帶而在車禍中逃過一劫。然而，調查顯示，在該車禍中沒有任何乘客繫好安全帶。

## 外部連結
- 關於戴安娜王妃之死 （页面存档备份，存于）